# Peggy Vere
Peggy Vere, née Frances Lucy Barratt le 29 juillet 1896 à Brentford (Middlesex), en Angleterre, et morte en 1976 dans le même comté, est une artiste de music-hall britannique, danseuse et chanteuse de music-hall, actrice de théâtre et de cinéma, dont la carrière s’est principalement déroulée à Paris.

## Biographie

### Jeunesse et famille
Frances Lucy Barratt naît en 1896 à Brentford, alors dans le Middlesex, fille de William Jules Barratt, pharmacien, et Alice Russ, artiste lyrique, son épouse.
En 1925, elle épouse à Paris Oscar Mouvet, né à New York, ancien danseur désormais hôtelier , frère du danseur Maurice Mouvet (en). Les témoins sont le propriétaire de night-clubs parisiens Joe Zelli (en) et le directeur du Concert Mayol Oscar Dufrenne.
Oscar Mouvet tient divers établissements à Paris : le restaurant-dancing Le Jardin de ma sœur, rue de Caumartin ; L'Abbaye de Thélème, place Pigalle (où se tient la cérémonie de son mariage) ; et un restaurant au 44, rue Jean-Goujon,,,,. Il meurt en 1930 à Itxassou des suites de ses blessures de guerre et est inhumé au cimetière du Père-Lachaise.

### Carrière
Peggy Vere débute à Paris en 1912, époque à laquelle elle pose devant l’objectif du photographe Jean Agélou pour quelques photos de charme. Danseuse de formation, elle est engagée pour des revues par des théâtres parisiens où elle fait ses débuts à l’âge de seize ans. Elle s’y fait rapidement sa place. On la voit en 1913 au théâtre des Variétés, en 1914 au théâtre Michel, puis en 1915 au Concert Mayol avec lequel elle fait une tournée en France.
En 1916, elle est appelée à fouler la plus grande scène de la capitale, celle du Casino de Paris. En octobre de la même année, elle est classée deuxième du concours de beauté organisé auprès de ses lecteurs par le magazine La Rampe qui salue « la toute gracieuse et très blonde danseuse anglaise que tout Paris a applaudie ».
En 1920, elle se produit au théâtre de la Potinière et aux Ambassadeurs avant d’être engagée comme vedette par le Casino de Paris, scène qu’elle avait déjà connue quatre ans plus tôt, pour créer sa nouvelle revue d’ouverture.
Au cours des années suivantes, elle revient à l’affiche du Concert Mayol, avant d'apparaître dans la Revue de Marigny en 1922, puis au Palace et à La Pie qui chante.
En 1927, elle se rend à New York pour participer au spectacle The Co-Optimists (en) de Melville Gideon (en) ; elle profite de ce séjour à New York pour suivre des cours de danse moderne à la Ned Wayburn’s School (en). Elle effectue ensuite une tournée en Pennsylvanie et au Canada avant de se perfectionner en danse à Londres à l’école de Max Rivers.
Comme danseuse, elle concourt à faire connaître le charleston en France dans les années 1925-1926, puis le Lambeth Walk en 1938.
Après avoir joué dans différentes salles parisiennes, elle est engagée en 1930 par le Concert Mayol et se produit dans ses revues où alternent les spectacles de nu, les chansonniers, les parties chantées, les chorégraphies et les sketches comiques. La dernière revue où elle intervient, Sourires de femmes de Lucien Rimels, s'interrompt en juin 1940 à la suite de l'invasion de la France par les armées allemandes. Elle quitte alors la France occupée pour l'Angleterre, et intervient durant la Seconde Guerre mondiale sur les antennes de la BBC de Londres.
Début 1945, elle se produit à Alger dans le cadre du Théâtre aux Armées, dont les spectacles sont destinés à distraire les soldats,. De retour en France après la Libération, Peggy Vere cesse toute activité artistique. Il est établi qu'elle résidait à Paris début juin 1951. À l'époque, elle travaille comme adjointe du directeur de l'atelier des costumes du Casino de Paris. Elle décède en 1976 dans son comté natal du Middlesex en Angleterre.

## Music-hall, revues, opérettes
- 1913 : La Vie parisienne, opéra-bouffe de Jacques Offenbach, reprise au théâtre des Variétés[24].
- 1914 : À gorge déployée, revue de Valentin Tarault et Max Eddy[Note 1] au théâtre Michel[25].
- 1915 : Madame Bou-Dou-Ba-Da-Bouh !, opérette en 2 actes de et avec Madeleine Guitty, musique de Colo-Bonnet[Note 2], au Concert Mayol (31 décembre 1915-10 février 1916)[26] puis en tournée.
- 1917 : La Grande Revue sensationnelle, revue en 2 actes et 20 tableaux de Léo Lelièvre et Henri Varna, musique de scène de Colo-Bonnet, au Concert Mayol (28 juillet-4 octobre)[27].
- 1918 : Chez Mayol ! revue au Concert Mayol[28].
- 1918 : Miss Cocktail, opérette de Maurice de Marsan, mise en scène d'Henri Varna, au Bouffes-du-Nord (juillet)[29].
- 1918 : La Revue très chichiteuse, revue en 2 actes et 25 tableaux de Léo Lelièvre et Henri Varna, au Concert Mayol (28 décembre 1918-30 mars 1919) puis en tournée[30].
- 1919 : Le Vicomte aux jambes nues, opérette légère en 2 actes de Rip et Paul Briquet, au Concert Mayol (2 mai-29 juin)[31].
- 1920 : Mazout alors !, revue en 2 actes de Saint-Granier et Paul Briquet, musique de scène de Gaston Gabaroche, au théâtre de la Potinière (24 janvier- 21 mars)[32].
- 1920 : La Revue légère de Léo Lelièvre et Henri Varna aux Ambassadeurs[33].
- 1920 : Paris qui jazz, revue en 2 actes d'Albert Willemetz au Casino de Paris avec Mistinguett (1er octobre)[34].
- 1921 : Tout feu... tout femme !!!, revue en 2 actes et 25 tableaux de Léo Lelièvre et Henri Varna, au Concert Mayol (8 janvier)[35].
- 1921 : La Revue de Mayol, de Léo Lelièvre et Henri Varna au Concert Mayol avec Maurice Chevalier[36].
- 1922 : Paris-Scandales, revue en 2 actes et 25 tableaux de Léo Lelièvre et Henri Varna, au Concert Mayol (7 janvier-5 juin)[37].
- 1922 : La Revue de Marigny 1922, revue en 2 actes et 13 tableaux de Zepp et Battaille-Henri, musique de scène d'Émile Doloire[Note 3], au théâtre Marigny (9 juillet).
- 1922 : La Nuit de Noces, revue avec Maurice Chevalier, au théâtre de l'Apollo de Bordeaux (8 septembre).
- 1923 : Toutes les femmes !, revue en 2 actes et 45 tableaux d'André Dahl et Charles-Alexis Carpentier[38], musique de scène de Laurent Halet, au Palace (27 février).
- 1923 : Six Poulettes, revue en 10 tableaux d'André Dahl, au cabaret La Pie qui chante (7 octobre).
- 1925 : Très excitante, de Léo Lelièvre, Henri Varna et Fernand Rouvray[39] au Concert Mayol avec Yane Exiane et Jane Aubert[40].
- 1927 : J'aime, opérette en trois actes d'Albert Willemetz et Saint-Granier, musique d'Henri Christiné, création aux Bouffes-Parisiens[41].
- 1927 : Spirit of Paris, revue en 2 actes de Pierre Veber et Paul Briquet, au théâtre de la Madeleine avec Georges Morton et Nina Myral (9 juillet)[42].
- 1930 : La Parade du nu, revue en 2 actes et 45 tableaux de Léo Lelièvre, Henri Varna et Marc-Cab au Concert Mayol (5 avril)[43].
- 1930 : Un mois chez les filles, pièce en 3 actes et 5 tableaux de et avec Maryse Choisy, au Concert Mayol (26 juillet)[44].
- 1934 : Nu... 34, revue de Victor Vallier et René Buzelin au Concert Mayol (octobre)[45].
- 1935 : Nus en folie !, revue de Victor Vallier au Concert Mayol[46].
- 1937 : Nous, les femmes nues !, revue en 40 tableaux de Victor Vallier et Charles Cluny, musique de scène de Charles Chobillon, au Concert Mayol (14 janvier).
- 1937 : Nus gais !, revue en 2 actes et 50 tableaux de Victor Vallier et Charles Cluny, au Concert Mayol (avril)[47].
- 1937 : Nus de Paris, sex-appeal 37, revue de Charles Cluny, mise en scène de Lucien Rimels[Note 4], musique de scène de Charles Chobillon[Note 5], au Concert Mayol (10 juin)[48].
- 1940 : Sourires de femmes, revue en 2 actes et 40 tableaux de Lucien Rimels, musique de scène de Charles Chobillon, au Concert Mayol (16 mars-courant juin)[49].

## Théâtre
- 1914 : Kikizette, comédie en 2 actes d'Albert Acremant, au théâtre Impérial (11 mai)[50].
- 1923 : Rends-moi ce petit service, comédie en 3 actes d'Alex Madis, avec Abel Tarride et Germaine Risse, à la Comédie-Caumartin (17 décembre)[51],[52].
- 1928 : J'ai tué, pièce en 3 actes, de Léopold Marchand au théâtre Antoine[53].
- 1931 : Caniche, comédie en 3 actes et 4 tableaux de Louis Lonjon-Raynaud, à la Comédie-Caumartin (3 octobre)[54].

## Filmographie
- 1917 : Le Ballon rouge, film en 3 parties de Georges Champavert
- 1919 : Dans les ténèbres, film de Théo Bergerat
- 1923 : La Porteuse de pain, film de René Le Somptier
- 1923 : Ma tante d'Honfleur, film de Robert Saidreau : Albertine
- 1932 : Le Roi du camembert, film d'Antoine Mourre : Miss Peggy Wood
- 1933 : La Dernière Nuit, film de Jacques de Casembroot

## Sources
: document utilisé comme source pour la rédaction de cet article.
- Comoedia
- La Rampe (1915-1934), magazine théâtral illustré (BNF 32847829)
- La Vie parisienne